# Tipula guarani
Tipula guarani är en tvåvingeart som beskrevs av Alexander 1914. Tipula guarani ingår i släktet Tipula och familjen storharkrankar. Inga underarter finns listade i Catalogue of Life.